# My Man Jeeves
My Man Jeeves är en novellsamling av P.G. Wodehouse, utgiven i England 1919. Samlingen består av åtta noveller, varav hälften är Jeeves och Wooster-historier och de övriga handlar om Reggie Pepper, som av Wodehouseforskare anses vara en Wooster-prototyp. Bertie Wooster och hans betjänt Jeeves hade introducerats i en novell i den föregående samlingen The Man with Two Left Feet 1917. Wodehouse inkluderade alla fyra Jeeves och Wooster-historierna i den renodlade Jeeves-samlingen Carry On, Jeeves 1925 (Jeeves klarar skivan, 1937), och skrev dessutom om ett par av Pepper-historierna till Jeeves och Wooster-noveller. Ytterligare en Pepper-novell reviderades för att inkluderas i Mulliner-sfären. 

## Innehåll
- "Leave it to Jeeves"
- "Jeeves and the Unbidden Guest"
- "Jeeves and the Hard-boiled Egg"
- "Absent Treatment" (Reggie Pepper)
- "Helping Freddie" (Reggie Pepper, omskriven till Jeeves och Wooster-historien "Freddies förlovning i fara" i Jeeves klarar skivan)
- "Rallying Round Old George" (Reggie Pepper, omskriven till Mulliner-novellen "George and Alfred" i Plum Pie)
- "Doing Clarence a Bit of Good" (Reggie Pepper, omskriven till Jeeves och Wooster-historien "Jeeves lagar omelett" i Sängfösare)
- "The Aunt and the Sluggard" (Jeeves och Wooster)